# Федора Барб'єрі
Федора Барб'єрі (італ. Fedora Barbieri; (4 червня 1920 , Трієст  — 4 березня 2003 , Флоренція ) — італійська оперна співачка (драматичне меццо-сопрано) та режисерка. Одна з найбільших співачок свого часу, знаменита виконавиця вердіївського репертуару.

## Біографія
Федора Барб'єрі навчалася співу під наставництвом Ф. Бугамеллі та Л. Тоффоло. На конкурсі у Театрі Комуналі у Флоренції виграла стипендію та завершила свою вокальну та сценічну підготовку під керівництвом Джулії Тесс.
4 листопада 1940 року Федора Барб'єрі вперше вийшла на театральну сцену і з великим успіхом у публіки і критики виконала партію Фідальми в «Таємному шлюбі» Доменіко Чімарози в Театрі Комуналі. Наступного вечора вона співала Азучену в «Трубадурі», замінивши Джанну Педерціні, яка несподівано захворіла. Для Барб'єрі це був подвійний тріумф, який відкрив для неї двері найпрестижніших театрів Італії та інших країн, що утвердив її як найзначніший голос меццо-сопрано та контральто тих років.
З 1942 року Барб'єрі співала в Ла Скала, де з успіхом дебютувала з партією Мег Пейдж у «Фальстафі». У Метрополітен-опера Барб'єрі вперше виступила в ролі Еболі в опері «Дон Карлос» у 1950 році та за свою кар'єру виходила на цю сцену 95 разів у 11 ролях. Співачка була учасницею першої вистави «Дона Карлоса» у відомій постановці Вісконті в Ковент-Гардені у 1958 році. Виступала остаточно до кінця 1980-х років. У 1982 році Барб'єрі зіграла роль Мами Лючиї у фільмі-опері Ф. Дзефіреллі «Сільська честь», яку виконала на бенефісі на честь 60-річчя творчої діяльності у 2000 році у Флоренції.
У 1991 році Федора Барб'єрі дебютувала як режисерка, поставивши з великим успіхом в оперному театрі міста Лодзі, у Польщі, «Сільську честь» П'єтро Масканьї. До кінця життя виступала у концертах, проводила майстер-класи. Барбієрі була незмінною членкинею журі Міжнародного конкурсу молодих оперних співаків Олени Образцової.
Федора Барб'єрі була одружена з музичним режисером Луїджі Барцолетті, який брав участь в організації їй кар'єри. В шлюбі мала двох синів. Овдовіла.

## Творчість
Федора Барб'єрі мала сильний голос теплого забарвлення з багатим нижнім регістром, гідним голосів її партнерів та партнерок по сцені — Марії Каллас, Юссі Бйорлінга, Чезаре Сьєпі, Джузеппе ді Стефано, Тіто Гоббі, Бориса Христова. Репертуар співачки включав понад 100 партій. У книзі «Вокальні паралелі» Джакомо Лаурі-Вольпі відзначив бездоганну вокальну техніку, пластичність та почуття вокальної форми співачки.
За складом обдарування їй були ближчими драматичні партії — Азучена, Амнеріс, Еболі, Ульріка («Дон Карлос», «Бал-маскарад»), Кармен, Даліла. Майстерність Барб'єрі як комедійної артистки розкрилася в партіях Квіклі (Фальстаф).
Крім видатних вокальних даних, Федора Барб'єрі відрізнялася акторською багатогранністю і сценічним артистизмом, що принесли їй визнання та захоплення найбільших диригентів того часу: Артуро Тосканіні, Вільгельма Фуртвенглера, Віктора де Сабата, Дімітріса Мітропулоса, Л. Бернстайна, Артура Родзінського, Леонарда Бернстайна, Тулліо Серафіна, Джанандреа Гаваццені, Герберта фон Караяна, Клаудіо Аббадо, найзнаменитіших режисерів: Лукіно Вісконті, Франко Дзеффіреллі, Вільгельма Пабста, Жана-П'єра Поннеля.
Серед численних нагород Федори Барб'єрі — Лицарський Орден Командора (Велика Британія), Кавалерка Великого Хреста (Італія, 2000).

## Записи

### Студійні записи
- Un ballo in maschera (Бал-маскарад) Дж. Верді) — Беньяміно Джильї, Марія Канілья, Джино Бекі; диригент Т. Серафін — EMI, 1943
- La Cenerentola ("Попелюшка" Дж. Россіні) — фільм, тільки голос, 1948
- La Gioconda ("Джоконда" А. Понк'єллі) — Марія Каллас, Дж. Поджі, П. Сільвері[en] , Дж. Нері[en]; диригент А. Вотто — Cetra, 1952
- Il trovatore ("Трубадур" Дж. Верді) — Ю. Бйорлінг, З. Міланова, Л. Воррен, Н. Москона[en]; диригент Р. Челліні[en] — RCA, 1952
- La Favorita ("Фаворитка" Г. Доніцетті) — Дж. Раймонді, К. Тальябу[en] , Дж. Нері; диригент А. Куеста — Cetra, 1954
- Aida («Аїда» Дж. Дж. Верді) — З. Міланова, Ю. Б'єрлінг, Л. Воррен, Б. Христов; диригент І. Перля — RCA, 1955
- Aida — М. Каллас, Р. Такер, Т. Гоббі, Н. Заккарія[en]; диригент Т. Серафін — EMI, 1955
- Il trovatore — Дж. ді Стефано, М. Каллас, Р. Панераї, Н. Закарія; диригент Г. фон Караян — EMI, 1956
- Un ballo in maschera — Дж. ді Стефано, М. Каллас Т. Гоббі; диригент А. Вотто — EMI, 1956
- Falstaff (Фальстаф Дж. Верді) — Т. Гоббі, Р. Панераї, Елізабет Шварцкопф, Анна Моффо, Л. Л. Альва ; диригент Г. фон Караян — EMI, 1956
- Suor Angelica ("Сестра Анджеліка" Дж. Пуччині) — Вікторія де лос Анхелес; диригент Т. Серафін — EMI, 1957
- Il barbiere di Siviglia ("Севільський цирульник") Дж. Россіні) (Берта) — Шерил Мілнс, Беверлі Сіллз, Микола Гедда, Ренато Копеккі, Р. Раймонді; диригент Джеймс Лівайн — EMI, 1974

### Live
- Adriana Lecouvreur ("Адріана Лекуврер" Ф. Чилеа) (фрагм.) — М. Каллас, Б. Джильї; диригент Е. Паніца — Буенос-Айрес, 1948
- Il trovatore (фрагм.) — Б. Джільї, М. Канілья; диригент Е. Паніца — Буенос-Айрес, 1948
- Don Carlo ("Дон Карлос" Дж. Верді) — Ю. Бьорлінг, Ч. Сьєпі, Р. Меррілл; диригент Ф. Штідрі — Метрополітен-опера, 1950
- Messa di requiem («Реквієм» Дж. Верді) — Н. Ерва[en], Дж. ді Стефано, Ч. Сьєпі; диригент А. Тосканіні — Карнеґі-хол, 1951
- Don Carlo — Р. Такер, Дж. Хайнс, Д. Рігал, П. Сільвері; диригент Ф. Штідрі — Метрополітен-опера, 1952
- Don Carlo — М. Піккі[en], Н. Россі-Лемені, Е. Маскеріні[en], М. Педріні; диригент Ф. Капуана[en] — Генуя, 1953
- Medea («Медея (опера Керубіні)|Медея» Л. Керубіні) — М. Каллас, Дж. Пенно[en]; диригент Л. Бернстайн — Ла Скала, 1953
- La forza del destino («Сила долі» Дж. Верді) — М. дель Монако, Рената Тебальді, Альдо Протті[en], Ч. Сьєпі; диригент Д. Мітропулос — Флоренція, 1953
- Guerra e pace ("Війна і мир" С. Прокоф'єв) — Ф. Кореллі, Е. Бастіаніні, Р. Картері[en] , А. Кольцані[en]; диригент А. Родзінський — Флоренція, 1953
- Don Sebastiano ("Дон Себастьян Португальський" Г. Доніцетті) — Дж. Поджі, Дж. Нері, Е. Маскеріні; диригент К. М. Джуліні — Флоренція, 1955
- Aida — А. Стелла, Ф. Кореллі, А. Кольцані; диригент Ст. Гуї — Неаполь, 1955
- Il trovatore — М. Филиппески[en], А. Стелла, А. Протті, П. Клабассі[en]; диригент Ф. Капуана — Неаполь, 1957
- Don Carlo — Дж. Вікерс, Б. Христов, Т. Гоббі, Con Jon Vickers, Boris Christoff, Tito Gobbi; диригент К. М. Джуліні dir. Carlo Maria Giulini — Лондон, 1958
- Il trovatore — Ф. Кореллі, М. Парутто[en], Дж. Гуельфі[en]; диригент Г. Сантини[en] — Неаполь, 1960

### Відео
- Falstaff — Дж. Тадеї, С. Коломбо, Р. Картері, А. Моффо, Л. Альва; диригент Т. Серафін — RAI, 1956
- Il trovatore — Л. Генджер, М. дель Монако, Е. Бастіаніні; диригент Ф. Превіталі[en] — Hardy Classics/RAI, 1957
- Andrea Chenier ("Андре Шеньє " У. Джордано) — П. Домінго, Г. Бенячкова, П. Каппучіллі ; диригент Н. Санті[en] — Deutsche Grammophon, 1981
- Cavalleria rusticana (Мама Лючія) — О. Образцова, П. Домінго, Р. Брузон ; диригент Ж. Претр, режисер Ф. Дзефіреллі — Deutsche Grammophon, 1982